# Porxos del carrer Figueres (Sant Mori)
Els porxos del carrer Figueres són un conjunt de dos porxos al nucli antic de Sant Mori (Alt Empordà), segurament bastits entre els segles XIX i XX. Són inclosos a l'Inventari del Patrimoni Arquitectònic de Catalunya.

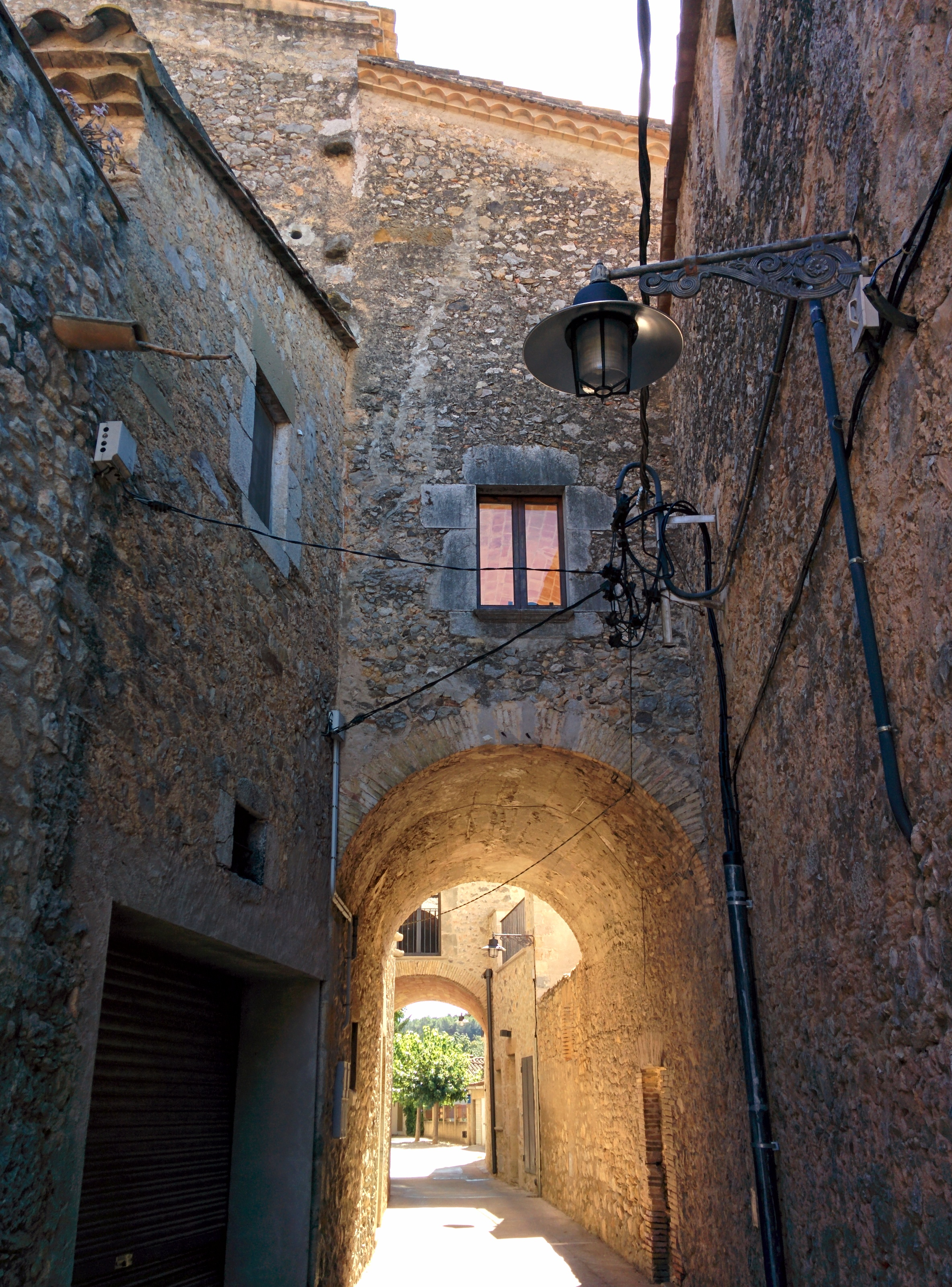

Són a la part de ponent del nucli antic de Sant Mori.
Es tracta de dues voltes orientades de nord a sud, actualment integrades en dos habitatges del carrer Figueres. Són voltes de mig punt bastides amb maons disposats a pla, amb els dos arcs laterals bastits amb els maons disposats a sardinell. Es recolzen a les façanes dels habitatges i, al seu damunt, tenen un pis d'alçada al seu damunt, cobert amb teulada d'un sol vessant. La volta situada més cap al nord forma part de la casa ubicada al número 3 de la plaça de l'Església. Sota el porxo hi ha una porta d'accés a l'habitatge amb l'any 1769 gravat a la llinda. La volta situada al sud forma part del número 3 del carrer Figueres i a la llinda del portal d'accés hi ha la data 1781. Tot i això, no són dades definitives que puguin ajudar a la datació del conjunt.
Sota una de les porxades es pot apreciar una llinda amb la inscripció DIA 16 7BRA E[ ] 1769.